# Portal de datos abiertos de la UE
El portal de datos abiertos de la UE es el punto de acceso a los datos publicados por las instituciones, agencias y otros organismos de la Unión Europea. Esa información puede utilizarse y reutilizarse tanto con fines comerciales como no comerciales.  
El portal es una herramienta esencial de la estrategia de la UE en materia de datos abiertos. Al garantizar un acceso fácil y gratuito a los datos, se puede mejorar su utilización innovadora y su potencial económico. El objetivo del portal también es que las instituciones y otros organismos de la UE sean más transparentes y responsables. 

## Base jurídica y origen del portal
El portal se creó oficialmente mediante la Decisión 2011/833/UE de la Comisión, de 12 de diciembre de 2011, relativa a la reutilización de los documentos de la Comisión, con objeto de fomentar el acceso y la reutilización de dichos documentos, y empezó a funcionar en diciembre de 2012. 
De acuerdo con esta decisión, se anima a todas las instituciones de la UE a publicar información como datos abiertos y a hacerla accesible al público siempre que sea posible. 
La gestión operativa del portal la lleva la Oficina de Publicaciones de la Unión Europea y la Dirección General de Redes de Comunicación, Contenido y Tecnologías de la Comisión Europea (DG CONNECT), por su parte, es responsable de la aplicación de la política de datos abiertos de la UE.

## Características

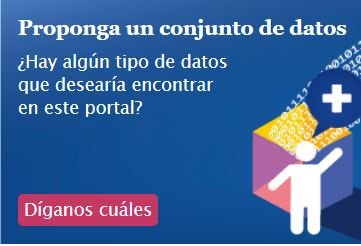
Los usuarios pueden sugerir fácilmente datos que deberían estar en el portal

El portal permite al usuario buscar, explorar, enlazar, descargar y reutilizar fácilmente los datos, para fines comerciales o no comerciales, a través de un catálogo de metadatos comunes que facilita el acceso a los datos almacenados en las webs de las instituciones, agencias y otros organismos de la UE.
Las tecnologías semánticas ofrecen nuevas funciones. Los metadatos pueden buscarse con un buscador interactivo (en la pestaña "Datos") y mediante consultas SPARQL (en la pestaña "Datos vinculados"). 
Los usuarios pueden proponer que se añadan al portal datos que consideren que faltan y opinar sobre la calidad de los datos que se obtienen.
La interfaz está en las 24 lenguas oficiales de la UE, pero actualmente la mayoría de los metadatos solo se encuentran en un número limitado de lenguas (alemán, francés e inglés). Algunos (como los nombres de los proveedores de datos o la cobertura geográfica) están traducidos a las 24 lenguas.

## Condiciones de uso

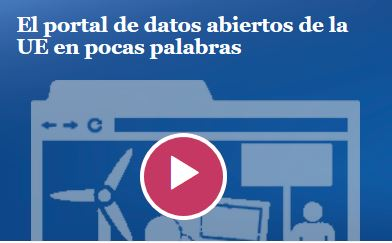
El portal de datos abiertos de la UE en 60 segundos

La mayoría de los datos accesibles a través del portal de datos abiertos de la UE se atienen al aviso jurídico de la web EUROPA y pueden reutilizarse gratuitamente, con fines comerciales o no comerciales, siempre que se cite la fuente. Hay una pequeña cantidad de datos a los que se aplican condiciones específicas de reutilización, la mayoría relacionadas con la protección de datos personales y derechos de propiedad intelectual. En cada conjunto de datos se encuentra un enlace a esas condiciones. 

## Datos disponibles

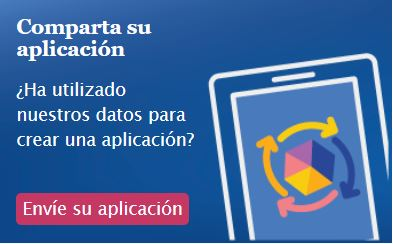
Las solicitudes creadas utilizando los datos abiertos de la UE podrán compartirse en el portal de datos abiertos de la UE para aumentar su visibilidad.

El portal contiene una gran variedad de datos abiertos de gran valor añadido, como ha confirmado recientemente la carta del G8 sobre datos abiertos, en diversos ámbitos de actividad de la UE, como economía, empleo, ciencia, medio ambiente y educación. 
Hasta el momento se dispone de un total de más de 11.700 datos procedentes de unos 70 organismos, instituciones o departamentos de la UE, como Eurostat, la Agencia Europea de Medio Ambiente, el Centro Común de Investigación y diversas direcciones generales de la Comisión Europea y Agencias de la UE.
El portal también consta de una galería de aplicaciones y de un catálogo de visualizaciones (creado en marzo de 2018). 
En la galería de aplicaciones los usuarios pueden encontrar aplicaciones —desarrolladas por las instituciones, agencias u otros organismos de la UE o por terceros— que utilizan datos de la UE y que se presentan tanto por su valor informativo como por constituir ejemplos del tipo de aplicaciones en que pueden utilizarse los datos. 

El catálogo de visualizaciones ofrece una gama de herramientas de visualización, formación y visualizaciones reutilizables para todos los niveles de visualización de datos, desde principiante hasta experto.

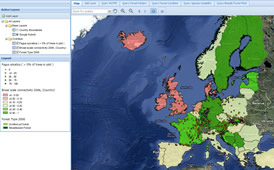
El visor de mapas del EFDAC es una aplicación web cartográfica personalizada que permite al usuario visualizar, navegar y consultar mapas y otros conjuntos de datos geográficos disponibles producidos por el Centro Común de Investigación.

## Arquitectura del portal
El portal se basa en soluciones abiertas como el sistema de gestión de contenidos Drupal y el catálogo de datos CKAN, desarrollados por la Open Knowledge Foundation. Utiliza la base de datos RDF Virtuoso y un editor SPARQL.
El catálogo de metadatos aplica normas internacionales tales como Dublin Core, el vocabulario DCAT-AP y el esquema de descripción de metadatos (ADMS).